# Stelis tonduziana
Stelis tonduziana är en orkidéart som beskrevs av Rudolf Schlechter. Stelis tonduziana ingår i släktet Stelis och familjen orkidéer. Inga underarter finns listade i Catalogue of Life.